# Plagiodontia aedium
Plagiodonte de Haïti, Hutia de Cuvier, Rat Cayes commun
Espèce
Statut de conservation UICN

 EN A4acde : En danger
Plagiodontia aedium est une espèce de Rongeurs de la famille des Capromyidae. Rare et en danger d'extinction, ce mammifère terrestre est une sorte de hutia qui se rencontre sur l'île d'Hispaniola ( Haïti et République dominicaine), dans les Antilles. 
Cette espèce a été décrite pour la première fois en 1836 par le zoologiste français Frédéric Cuvier (1773-1838), frère du célèbre naturaliste Georges Cuvier. 

## Dénominations
L'animal est désigné sous des noms variés.

En français : Plagiodonte de Saint-Domingue ou Plagiodonte de Haïti. Et pour désigner plus exactement la sous-espèce Plagiodontia aedium aedium : Hutia grimpeur de Cuvier commun ou plus simplement Hutia de Cuvier commun, Plagiodonte de Cuvier commun, Plagiodonte de Haïti commun, Rat Cayes commun.
En espagnol, jutía de La Española ou plus simplement jutía.

## Liste des sous-espèces
Selon Mammal Species of the World (version 3, 2005)  (18 janv. 2013) :
- sous-espèce Plagiodontia aedium aedium - Hutia grimpeur de Cuvier commun
- sous-espèce Plagiodontia aedium hylaeum